# Nickel(II) divanadat
Nickel(II) divanadat là một hợp chất vô cơ có công thức hóa học Ni2V2O7 hay 2NiO·V2O5. Muối màu lục nhạt-nâu này không tan được trong nước.

## Điều chế
Có ba cách điều chế Ni2V2O7:
- Cách 1: Cho dung dịch chứa ion [Ni(NH3)6]2+ tác dụng với NH4VO3 và đun nóng, sau đó lọc kết tủa.[ghi chú 2]
- Cách 2: Sử dụng hỗn hợp của quá trình điều chế Ni(VO3)2 dưới dạng đậm đặc, rồi lọc lấy tinh thể trong suốt.[ghi chú 5]
- Cách 3: Làm ăn mòn hợp kim Ni-Cr-Fe bằng cách nhúng hợp kim vào hỗn hợp V2O5 và NaVO3 theo tỉ lệ mol 2:1 trong môi trường ẩm ở 560 °C (1.040 °F; 833 K).[ghi chú 2]

## Tính chất và cấu trúc
- Ni2V2O7 kết tinh dạng hệ tinh thể đơn nghiêng[3], có cấu trúc giống Co2V2O7, các hằng số mạng tinh thể a = 0,6515 nm, b = 0,8303 nm, c = 0,935 nm, α = 90°, β = 99,86°, γ = 90°.[2]
- Ni2V2O7 là hợp chất có tính phản từ.[3]
- Khi sử dụng làm vật liệu vỏ sợi quang trong máy đo khí cảm biến sợi quang, Ni2V2O7 có độ nhạy cao với dung dịch NH3.[4]
- Ni2V2O7 có thể tạo ra dạng ngậm nước Ni2V2O7·4,1H2O.[5]
- Ni2V2O7 có thể kết hợp với các muối khác (như FeVO4[6], CrVO4[7],...) để tạo ra hợp chất có tỉ lệ 1:1.[ghi chú 6] Với Mg2V2O7, muối nickel(II) sẽ tạo ra nhiều hợp chất khác nhau.[8]

## Ứng dụng
Ni2V2O7, giống như các muối divanadat khác nói riêng và các muối vanadat nói chung, được sử dụng làm điện cực dương cho pin Li-ion có thể sạc lại. Mỗi 1 g muối này sẽ cung cấp dung lượng pin là 1050 mAh ở mức 0,1 A/g và 600 mAh ở mức 4 A/g. Dưới dạng màng mỏng, Ni2V2O7 được sử dụng làm điện cực âm của pin.
Ni2V2O7 còn được sử dụng làm chất xúc tác điện trong ngành điện hóa.